# Giordano Varoli
Giordano Varoli (Faenza, 9 febbraio 1912 – ...) è stato un calciatore italiano, di ruolo attaccante.

## Caratteristiche tecniche

### Giocatore
Giocava come centravanti oppure come interno destro o sinistro.

## Carriera

### Giocatore
Dal 1928 al 1932 ha giocato nelle serie minori con il Faenza, squadra della sua città natale. Passò in seguito al Dopolavoro Ferroviario di Rimini, dove rimase una stagione, segnando 11 reti in 21 presenze. In seguito si trasferì alla Libertas Rimini, con cui giocò nella stagione 1933-1934 nel campionato di Prima Divisione, la terza serie dell'epoca, categoria in cui andò a segno per 16 volte in altrettante presenze.
Venne acquistato dalla SPAL nella stagione 1934-1935, nella quale fu il miglior marcatore della squadra con 11 gol in 28 presenze nel campionato di Serie B, chiuso dai biancoazzurri al 6º posto in classifica; venne riconfermato in rosa anche per la stagione 1935-1936, nella quale mise a segno 6 gol in 22 presenze. A causa del 14º posto finale in classifica la squadra estense retrocedette in Serie C, campionato in cui Varoli realizzò un gol in 10 presenze nella stagione 1936-1937.
Giocò in Serie C anche nella stagione 1937-1938, nella quale mise a segno 9 reti in 30 presenze con la maglia del Rovigo; l'anno successivo giocò ancora in terza serie con la squadra veneta, totalizzando 5 gol in 20 partite disputate. Nella stagione 1939-1940 segnò invece 12 gol in 24 partite, per un totale di 26 gol in 74 partite con la maglia del Rovigo.
Dopo un'altra stagione in Serie C con la maglia del Perugia (4 presenze senza reti), passò ai bolognesi del Panigale, dove con 3 reti in 15 presenze contribuì alla conquista di un quarto posto in classifica in Serie C nella stagione 1941-1942. Tornò poi a chiudere la carriera al Faenza.
In carriera ha giocato complessivamente 50 partite in Serie B, nelle quali ha segnato un totale di 17 gol.

### Allenatore
Nella stagione 1945-1946 ha allenato il Faenza nel campionato di Serie C; a stagione in corso è stato sostituito in panchina da Giovanni Ravasi.